# Hermann Linkenbach

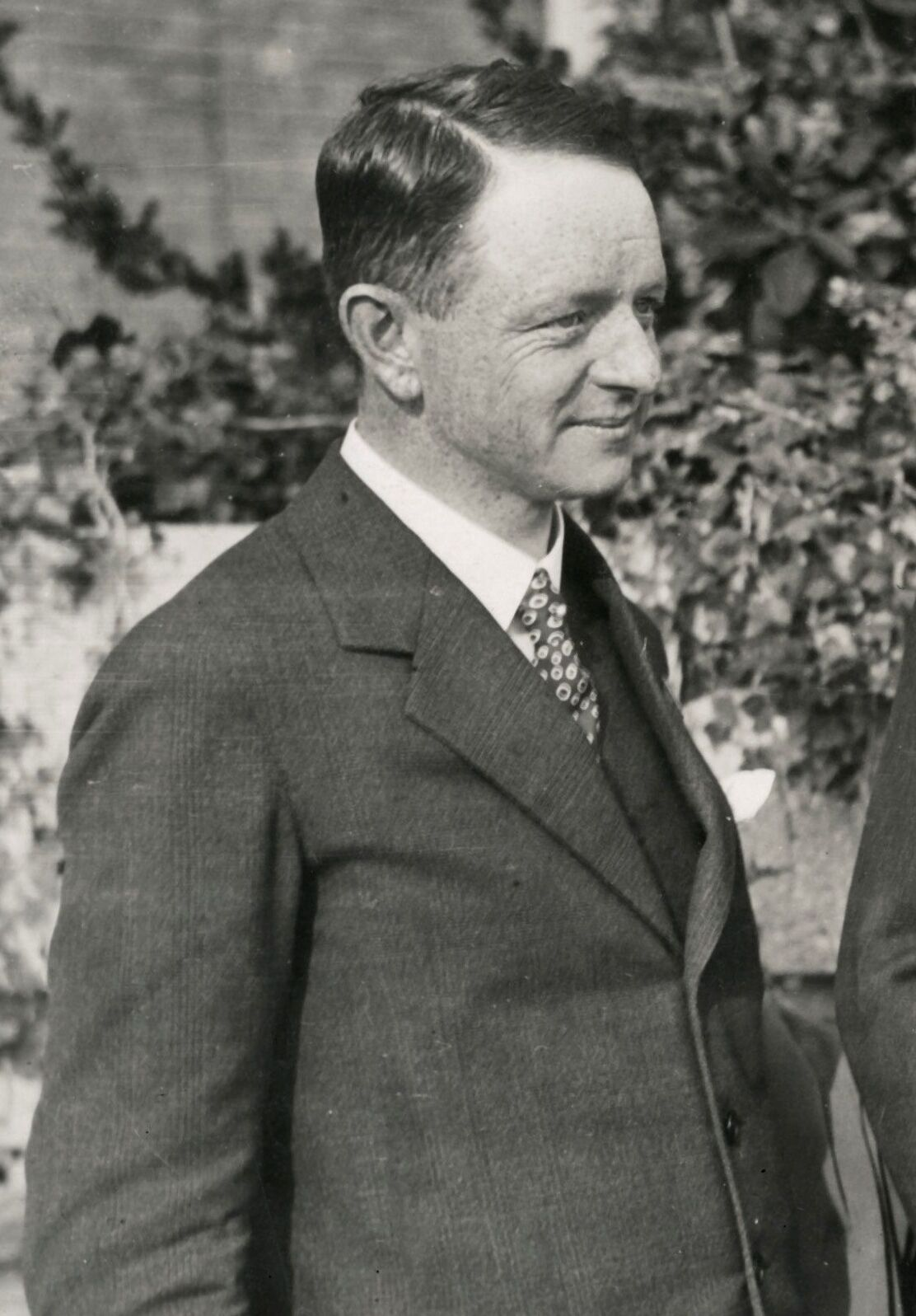
Hermann Linkenbach (1928)

Hermann Linkenbach (* 8. April 1889 in Barmen, heute Wuppertal; † 29. Juni 1959 in Hamburg) war ein deutscher Reiter und Generalmajor der Wehrmacht.

## Leben
Hermann Linkenbach trat am 1. April 1909 als Fahnenjunker in die Armee ein und wurde am 22. August 1910 mit Patent von 22. August 1908 im Ulanen-Regiment 14 Leutnant. Am 27. Januar 1918 wurde er zum Rittmeister befördert.
Nach dem Ersten Weltkrieg wurde er in die Reichswehr übernommen. 1928/1930 war er im Stab des 4. Reiter-Regiments. Am 1. Februar 1931 zum Major befördert, war er im gleichen Jahr im Stab der 14. Reiter-Regiments. Am 1. Juli 1934 wurde er zum Oberstleutnant befördert.
Zusammen mit Carl-Friedrich von Langen auf Draufgänger und Eugen von Lotzbeck auf Caracalla gewann er mit Gimpel die Goldmedaille mit der Mannschaft im Dressurreiten bei den Olympischen Spielen 1928 in Amsterdam. Im Einzel erreichte er den 6. Platz.
Am 1. Juli 1936 übernahm er das Kommando über die Wehrkreisremonteschule Großenhain, wurde in dieser Position erat am 1. August 1936 zum Oberst und am 1. August 1941 zum Generalmajor befördert. Ab 1. Oktober 1943 war er Stabsoffizier für Reit- und Fahrwesen bei der Heeresgruppe E. Im April 1945 wurde er Kommandant von Triest.
Nach dem Krieg wohnte er in Stade.